# Milton Whitehurst
Milton Morris Whitehurst (Baltimora, 20 agosto 1873 – Tampa, dicembre 1953) è stato un lottatore statunitense.

## Carriera
Partecipò alle gare di lotta dei pesi gallo ai Giochi olimpici di Saint Louis 1904, dove fu sconfitto alle semifinali da Gus Wester.